# Combretum pilosum
Combretum pilosum là một loài thực vật có hoa trong họ Trâm bầu. Loài này được Roxb. ex G.Don mô tả khoa học đầu tiên năm 1827.